# HMS Upstart (P65)
Le HMS Upstart (P65) est un sous-marin de la classe Umpire de la Royal Navy. Il a été construit par Vickers-Armstrongs à Barrow-in-Furness (Angleterre). Lancé en 1942, il appartient au troisième groupe de la classe.

## Carrière

### En temps de guerre
Pendant la Seconde Guerre mondiale, le HMS Upstart a effectué la plus grande partie de ses missions le long des côtes méditerranéennes françaises. Il a coulé les navires français Grotte de Bethlehem et Torpille, le mouilleur de mine allemand Niedersachsen (ex-Guyane) et le cargo français Saumur naviguant alors sous pavillon allemand.

### Après la guerre
Le HMS Upstart a survécu à la guerre. En 1945, il est prêté à la marine grecque et renommé Amphitriti. Il sert sous ce nom pendant sept ans avant d’être rendu à la Royal Navy en 1952. Sept ans plus tard, le 29 juillet 1959, il est coulé pour servir de cible d’entraînement au large de l’île de Wight.